# Acta Universitatis Umensis
Acta Universitatis Umensis är sedan 1974 namnet på Umeå universitets vetenskapliga skriftserie, ISSN 0345-0147.